# Sovjetski revolucionarni kalendar
Sovjetski revolucionarni kalendar je uporabljen u SSSR od 1929. do 1940.
Ubrzo nakon Oktobarske revolucije 1917., Lenjin je donio dekret o promjeni kalendara u Rusiji s julijanskog na gregorijanski kalendar. Ova promjena je podrazumijevala preskakanje dana od 1. do 13. veljače 1918.

## Petodnevni tjedan
Počevši od 1. listopada 1929., eksperimentalno je uvedena nova, racionalizirana inačica kalendara. Po njoj će svi tjedni imati 5 dana, svi mjeseci 30 dana, a preostalih pet dana godine su umetnuti kao praznici, ne pripadajući mjesecima ni tjednima. Ti dani su bili:
- Lenjinov dan poslije 30. siječnja
- Dani rada, dva dana poslije 30. travnja
- Dani industrije, dva dana poslije 7. studenog
- U prijestupnim godinama, prijestupni dan poslije 30. veljače

Ukidanje sedmodnevnog tjedna u korist petodnevne je dijelom bila protureligiozna mjera ukidanja nedjelje kao kršćanskog dana odmora (po čemu nalikuje na francuski revolucionarni kalendar). U petodnevnom tjednu, svi radnici su podijeljeni u pet skupina prema bojama (žuta, ružičasta, crvena, ljubičasta, zelena), svaka grupa je imala vlastiti dan odmora, po boji. Namjera je bila poboljšati industrijsku efikasnost izbjegavanjem stalnog prekidanja radnog ciklusa zbog "općeg" neradnog dana.
Iako su radnici po novom sustavu imali više slobodnih dana (jedan od pet dana, umjesto jedan od sedam), razdvajanje u pet skupina je poremetilo obiteljski i društveni život, tako da se pokazalo nepopularnim. Pored toga, predviđeni dobitak u efikasnosti zbog kraćeg tjedna se nije pokazao u stvarnosti.
Izgleda da je tijekom ovog razdoblja u Sovjetskom Savezu i dalje korišten gregorijanski kalendar. Ovo je potvrđeno pregledom nadnevaka u dnevniku Pravda, službenim novinama Komunističke partije, u kojima je 1930. i 1931. veljača imala 28 dana.

## Šestodnevni tjedan
Počevši od 1. prosinca 1931., vraćen je zapadni raspored duljine mjeseci. Petodnevni radni tjedan je zamijenjen 6-dnevnim tjednom ("šestidnevka"), sa zajedničkim danom odmora svakog 6-tog, 12-tog, 18-tog, 24-tog i 30-tog u mjesecu; 31. je bio van tjednog ciklusa i varirao je između radnog i neradnog dana, umjesto 30. veljače. korišten je 1. ožujka.
U praksi je bilo teško otkloniti tradiciju odmora na dan nedjelje. Radnici su se često odmarali i nedjeljom i novim danom odmora. Stari tjedan je na kraju vraćen u lipnju 1940.

### Godina
Numeriranje godina nije promijenjeno, ali ima nekih slučajeva da je godina nazivana "N-ta godina socijalističke revolucije" s početkom 7. studenog 1917., što je vidljivo na vrhu gornje slike, ili samo "... godina revolucije", djelomično vidljivo na donjoj slici. Ova fraza se javljala sve do 1991. tj. raspada SSSR.

## Poveznice
- Francuski revolucionarni kalendar

## Vanjske poveznice
- (engl.)Satiričan članak o kalendaru